# Баян-Улгий
Баян-Углий (монг. Баян-Өлгий аймаг, каз. Баян Өлгей аймағы) — найзахідніший аймак Монголії, входить до Західно-Монгольського округу. Аймак утворено у 1940 році. Площа складає 45,7 тисяч квадратних кілометрів з населенням близько 100000 чоловік, щільність населення 1,98 чоловік на квадратний кілометр. до його складу входить 14 сомонів. Баян-Улгий є основним місцем проживання казахської меншини в Монголії.

## Географічне становище
На північному сході межує з Убсунурським аймаком (165 км), на сході і південному сході з Ховдським аймаком (450 км). Окрім того на півночі аймаку пролягає кордон з Росією (Республіка Алтай)(225 км), а на півдні та південному заході з Китаєм (Сіньцзян-Уйгурський автономний район) (450 км).
Більшу частину території аймаку займають гори Монгольського Алтаю з вершинами понад 3000-4000 метрів. Зокрема тут є найвищі вершини Монголії — Кейтен (Куйтен уул, Найрамдал) — 4374 м, Ін-Тупген уул — 4029 м, Мунххайрхан уул — 4204 м, Цамбанарав уул — 4163 м. Однак найвища точкою Монгольського Алтаю. Гора Куйтен уул знаходиться на стику кордонів Монголії, Китаю свого часу вважалась символом дружби Монголії, Китаю та СРСР та вважалась священною у монголів, казахів та алтайців. Гора складається з п'яти засніжених вершин.
Межею аймаків Баян-Улгій та Ховд є хребет Хухсерхийн нурту, який пов'язує основний хребет Монгольського Алтаю з його відрогами — вершинами Цаст уул (4193 м.) та Цамбагарав уул (4163 м.). Тваринний світ тут представлено маралом, гірським бараном-архар, гірським козлом, євразійською риссю, алтайським уларом, дикими степовими котами та іншими тваринами. Багатий численними видами птахів, особливо орлами, грифами, соколами.

### Водойми

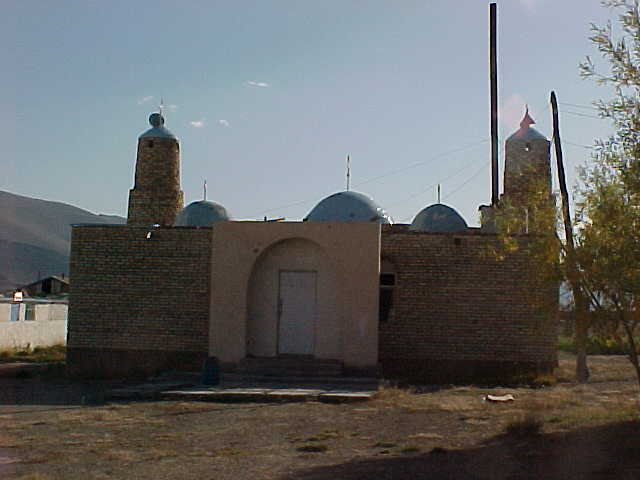
Мусульманська мечеть у центрі сомона Толба аймаку Баян-Улгий

Територією аймаку проходить світовий вододіл — на південно-західному схилі Монгольського Алтаю у починається Іртиш, а на протилежному починається річка Ховд, яка несе свої води у безстічні озера Центральної Азії.
Серед гір розташовано озера Толбо-Нур (на висоті 2079 м), багате рибою, Хотон-нур (на висоті 2083 м), його глибина 52 метра, Даян-Нур (на висоті 2232 м). Озеро Урег-нур розташовано біля підніжжя хребта Цагаан-Шквуут уул (3496 м). Загалом на території аймаку понад 20 озер та близько 400 рік, струмків та джерел.

## Адміністративний поділ
Аймак складається з 14 сомонів.
| №п/п | сомон      | 'Монгольська назва | Населення 2005 | Населення 2008 | 'Населення 2009 | Центр       | Населення адміністративного центру |
| 1    | Алтай      | Алтай              | 3914           | 3659           | 3811            | Чигертей    | 973                                |
| 2    | Алтанцугц  | Алтанцөгц          | 3038           | 3114           | 3080            | Цагаантунге | 826                                |
| 3    | Баяннуур   | Баяннуур           | 5320           | 5012           | 5033            | Цул Улаан   | 1784                               |
| 4    | Бугат      | Бугат              | 3604           | 3741           | 3642            | Бугат       | 1161                               |
| 5    | Булган     | Булган             | 5901           | 5827           | 5528            | Жаргалант   | 944                                |
| 6    | Буянт      | Буянт              | 3002           | 2683           | 2514            | Буянт       | 653                                |
| 7    | Делуун     | Дэлүүн             | 8183           | 7078           | 7133            | Рашаант     | 1642                               |
| 8    | Ногооннуур | Ногооннуур         | 6539           | 6566           | 6375            | Ногооннуур  | 2165                               |
| 9    | Улгий      | Өлгий              | 24000          | 28496          | 28448           | Улгий       | 28448                              |
| 10   | Сагсай     | Сагсай             | 5185           | 5174           | 5089            | Уужим       | 1375                               |
| 11   | Толбо      | Толбо              | 4260           | 4076           | 4136            | Толбо       | 1067                               |
| 12   | Цагааннуур | Цагааннуур         | 1528           | 1452           | 1473            | Цагааннуур  | 1473                               |
| 13   | Ценгел     | Цэнгэл             | 8364           | 8305           | 8348            | Хушуут      | 2028                               |
| 14   | Улаанхус   | Улаанхус           | 8672           | 8748           | 8407            | Білуу       | 1480                               |

## Ґрунт, клімат
Рельєф аймаку гірський, ґрунти солончакові. Найвищі вершини вкриті льодовиками, в тому числі є льодовикові річки найдовша з яких Таван Богдин завдовжки 17 км. Водночас в аймаку є багато річок. Клімат різко-континентальний, середня температура січня −17°-33°С, липня 16°+29°С. Протягом року у середньому випадає 300–500 мм опадів.

## Економіка
Валовий регіональний продукт станом на 2010 рік склав 77 млрд тугриків, валовий регіональний продукт на душу населення у 2010 році 420$

## Корисні копалини та промисловість
Багатий кам'яним вугіллям, залізною та мідною рудою, шпатом, мармуром, вапняком, кольоровими глинами. Також є родовища будівельного каміння, вохри та рідкісних кольорових металів.
Є велике родовище олова та вольфраму Улаан-Уул, запаси якого оцінюються в 63 тисячі тонн. Тим не менше видобуток проводиться в незначному обсязі.
Мідно-цинкове родовище «Хох адар» оцінюється 96,7 тис. тонн мідної руди, 43,2 тис. тонн свинця та 18,2 тисячі тонн цинку. Тут заплановано будівництво переробного комбінату.
На кордоні з Росією є одне з найбільших у центральній Азії родовище срібла Асгат — частина родовища знаходиться у Монголії, частина — у Росії.

## Сільське господарство
Основною галуззю сільського господарства є тваринництво. І хоча поголів'я худоби оцінюється у 133 тисячі голів за цим показником аймак займає останнє місце в Монголії.
Загальне поголів'я на кінець 2006 року складало1470,3 тис.голів худоби, в тому числі:
4,3 тис. верблюдів
61,8 тис. коней
88,8 тис. великої рогатої худоби (корів, яків
603,0 тис. овець
712,4 тис. кіз.
Щорічно на внутрішні та зовнішні ринки постачається 2000 тонн м'яса, 850–900 тонн овечої шерсті, 130 тонн козячого пуху, 280–300 тис. штук шкір всіх видів худоби.

## Населення

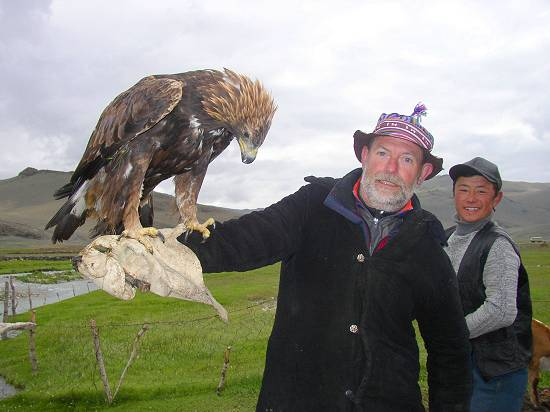
Казахи, які живуть в Аймаку Баян-Улгий займаються полюванням з допомогою хижих птахів

Баян-Улгийський аймак є основним місцем розселення казахів у Монголії — вони складають 88,7% населення аймаку, ще 7,2% складають монголи-урянхайці, також живуть доводи — 1,5%, тувинці — 1%. У період 1991–1993 року Монголію залишило близько 30 тисяч казахів, які виїхали на історичну батьківщину, однак згодом частина з них повернулась.

## Історія
Відповідно до рішення, яке ухвалили у червні 1940 року казахи та урянхайці було вирішено виділити частину Кобдоського аймаку перетворивши її в Баян-Улгийський аймак.

## Пам'ятки, охоронювані території
На території аймаку багато історичних пам'яток з численними кам'яними фігурами, наскельними малюнками.
- Національний парк Алтай-Таван-Богд площею 636 гектарів. Парк має спільний кордон з Китаєм та Росією.
- Стародавній археологічний комплекс у Малому Ойгорі — унікальна галерея наскельних малюнків, що вперше досліджені вченими у 1995 році. Малюнки тягнуться на 20 км вздовж берегів річок Бага Ойгор та її невеликої притоку Цагаан Салаа на прилеглих до берега схилах гір. За оцінками вчених загалом там є 100 тисяч зображень. Вони датуються 14-16 тисячами років тому і охоплюють період у 10000 років. 1996 року їх було внесено у Список світової спадщини ЮНЕСКО.

Також петрогліфи знаходяться поблизу озера Хотон — сцени полювання, війни, тваринного світу. На деяких з них можна побачити зображення слонів та мамонтів.
- Кам'яні баби біля озера Хурган — місце стародавнього поховання.
- Кам'яна баба у долині річки Сагсай
- Зустріч з алмасом (сніговою людиною) — деякі дослідники вважають, що снігова людина цілком могла зберегтися у віддалених районах Монгольського Алтаю, її зображення, які датуються кам'яною добою знайдені на стінах місцевих печер.